# Piedade de Caratinga
Piedade de Caratinga é um município brasileiro no interior do estado de Minas Gerais, Região Sudeste do país.

## História
O povoado de Piedade de Caratinga, tem como marco inicial quatro famílias: José Luiz Soares,
Manoel Simão, Francisco Bento e José Simões Ferreira.
Nessa época, o povoado era conhecido como Socapó. A estrada de acesso ao povoado (BR-474) foi aberta pelo então prefeito Omar Coutinho, ligando o município de Caratinga ao município de Ipanema.
Então foi inaugurada a primeira rua, com nome Olímpia Rocha de Oliveira. Chegaram os sacerdotes da Ordem dos Carmelitas Descalços e construíram o Eremitério São José, próximo à estrada do povoado.
Naquele tempo o povoado possuía um campo de futebol, uma Igreja e uma pequena Escola. Mais tarde foi doada a Igreja uma imagem de Nossa Senhora da Piedade, a qual se tornou a padroeira. E foi assim que o povoado passou a se chamar Piedade.
A escolinha, construída em 1960, que então se chamava Escola Rural Típica Federal, foi crescendo e em 1995 passou a denominar-se E.E."Frei Carlos", em homenagem ao grande sacerdote e filósofo, Frei Carlos de São José (Conrado Fratini). No ano de 1991, o povoado de Piedade elevou-se a Distrito pela Lei Complementar nº 10.481 de acordo com os artigos 19 e 25 de 17 de julho de 1991.
E então em 15 de setembro de 1995 foi emancipado o município de Piedade de Caratinga.
Em 5 de novembro de 2021, Piedade de Caratinga ficou conhecida nacionalmente após a queda da aeronave que transportava a cantora e compositora Marília Mendonça, junto de outras quatro pessoas, causando a morte de todos.

## Geografia
De acordo com a divisão regional vigente desde 2017, instituída pelo IBGE, o município pertence às Regiões Geográficas Intermediária de Ipatinga e Imediata de Caratinga. Até então, com a vigência das divisões em microrregiões e mesorregiões, fazia parte da microrregião de Caratinga, que por sua vez estava incluída na mesorregião do Vale do Rio Doce.
Piedade de Caratinga localiza-se em uma altitude de 800 metros, possui um clima frio e ameno. Conta com serviços de: distribuição de água tratada, captação de esgotos, distribuição de energia elétrica e recolhe o lixo em 100% do município. O município ainda recicla o lixo e recebe o ICMS Ecológico.

## Demografia
Sua população recenseada em 2022 era de 8 529 habitantes.
O Índice de Desenvolvimento Humano Municipal (IDH-M) de Piedade de Caratinga é considerado médio pelo Programa das Nações Unidas para o Desenvolvimento (PNUD). O coeficiente de Gini, que mede a desigualdade social, é de 0,34, sendo que 1,00 é o pior número e 0,00 é o melhor.

## Economia
O Produto Interno Bruto - PIB - de Piedade de Caratinga baseia-se metade na cafeicultura e hortifruticultura e outra metade na prestação de serviços. A área rural do município é formada por pequenas propriedades, o produto que mais produz é o café, devido à altitude e o clima ameno, nas entresafras deste produto os mesmos produtores de café se transformam em olericultores produzindo em grande escala: alface, cebolinha, brócolis, couve, salsinha, agrião e outras que seguem para os municípios da região e Belo Horizonte.